# Kakamoeka
Kakamoeka är ett distrikt i Kongo-Brazzaville. Det ligger i departementet Kouilou, i den sydvästra delen av landet, 400 km väster om huvudstaden Brazzaville.